# Murilo Salviano
Murilo Nascimento Salviano Gomes (Sertãozinho, 14 de maio de 1990) é um jornalista brasileiro. Formado em Jornalismo pela Universidade de Brasília e pela Universidade de Rennes I (IUT Lannion). Com destaque pelo seu trabalho como repórter para a GloboNews, é atualmente correspondente da Rede Globo em Londres.

## Biografia e carreira
Murilo Salviano é natural de Sertãozinho, interior de São Paulo. Formou-se em Jornalismo pela Universidade de Brasília (UnB) e na Universidade de Rennes I (IUT Lannion), na França. Como estagiário, trabalhou na Rede Globo (em Brasília e Londres), TV Brasil e TV Brasília (afiliada à RedeTV!), além da Rádio França Internacional em Paris.
Como parte de seu trabalho de conclusão de curso da Faculdade de Comunicação (FAC) da Universidade de Brasília, em 2014, integrou o projeto "Até Breve, Haiti: a história dos haitianos no Brasil", onde também trabalhou com Thiago Vilela (planejamento gráfico/webmaster). O projeto, que teve site e webdocumentário, contou a história dos haitianos traficados ao Brasil. O trabalho foi vencedor do Prêmio MPT de Jornalismo, categoria Web entre os vencedores da região Centro-Oeste. Na GloboNews em 2015, foi promovido a repórter de política, ganhando destaque na cobertura de Brasília ao lado de Andréia Sadi. Também passou a produzir reportagens especiais e apresentar eventualmente jornalísticos do canal.
Desde janeiro de 2019, é repórter especial do Fantástico, na Rede Globo. Em agosto do mesmo ano, passou a apresentar o podcast semanal Isso É Fantástico.